# Sociedade Secreta Silvestre
A Sociedade Secreta Silvestre é um grupo ecoterrorista brasileiro ligado ao grupo terrorista Individualistas que Tendem ao Selvagem – ITS (mexicano) que se autodefinem como ecoextremistas.
As autoridades brasileiras vêm investigando o grupo terrorista depois que o presidente Jair Bolsonaro e ministros receberam ameaças. Segundo a revista Veja a SSS possivelmente já cometeram pelo menos três atentados de menor intensidade no Brasil. Em outros países o ITS são acusados de planejar e executar ataques a políticos, empresários e professores universitários, principalmente enviando a essas pessoas pacotes explosivos pelo correio, por exemplo, o ocorrido no Instituto Tecnológico e de Estudos Superiores de Monterrey (ITESM), onde o professor e cientista mexicano Armando Herrera Corral sofreu ferimentos nas suas pernas, e como sequela ficou surdo.
Através do seu blog Maldição Eco-extremista (Maldición Eco-extremista em espanhol) o grupo terrorista faz vários comunicados, e alguns deles foram referentes a ameaças de morte ao presidente Jair Bolsonaro e aos ministros Ricardo de Aquino Salles e Damares Alves.
A Sociedade Secreta Silvestre reivindica vários atentados no Brasil como sendo de sua autoria, como por exemplo, a explosão de uma bomba em um estacionamento de shopping em Brasília onde um eletricista ficou gravemente ferido em 2014, A SSS também teria planejado metralhar ministros do STF, teriam também colocado uma bomba na porta do Santuário Menino Jesus em Brasília, e também teriam incendiado carros do IBAMA em Brasília.